# Fetsund
Fetsund är en tidigare tätort i Lillestrøms kommun i Akershus fylke i sydöstra Norge. Orten, som numera räknas som en del av den sammanväxta tätorten Fetsund-Østersund, ligger cirka åtta kilometer öster om Lillestrøm, alldeles vid älven Glommas utlopp i sjön Øyeren. Den bildar den förste naturliga stället att korsa Glomma norr om Øyeren och är ett gammalt färjeläge.
Sedan 1960 har folkmängden ökat med 2 % per år. Ökningen har kommit som ett resultat av utbyggning av villaområden som i Hovinhøgda och Løkenåsen, eller som blandad bebyggelse av villor och radhus som i Garderåsen.
Fetsund har tågförbindelse till Oslo som tar ca 20 minuter och flera busslinjer med förbindelse till Lillestrøm, Bjørkelangen och Trøgstad. Väg- och järnvägsbroarna över Glomma är båda cirka 600 meter långa. Fetsund har en järnvägsstation med samma namn samt de två hållplatserna Nerdrum och Svingen.
I Fetsund finns två grundskolor och ett flertal förskolor. Närmaste gymnasium ligger i Lillestrøm, Sørumsand eller Bjørkelangen.
Orten har tidigare utgjort centralort i dåvarande Fets kommun.

## Sevärdheter
Fetsund har ett flottningsmuseum 
vid älven Glomma som rinner igenom Nord-Europas största inlandsdelta och vidare ut i Øyeren.
På höjden bakom Fetsunds station, på gården Vilberg, ligger Fetsund batteri från 1902. På området som tillhör Riddersands skola ligger en stor gravhög, resterna efter ett gravfält från järnåldern.
Fets kyrka, som ligger i Fetsund, har en altartavla från 1600-talet. 
Fetsund har goda vandringsmöjligheter och kallas ibland Akershus pärla. Flottningsmuseet har mycket att bjuda på för vuxna och barn, och i kombination med naturinformationscentret som är öppet året runt, finns goda möjligheter för varierad rekreation.

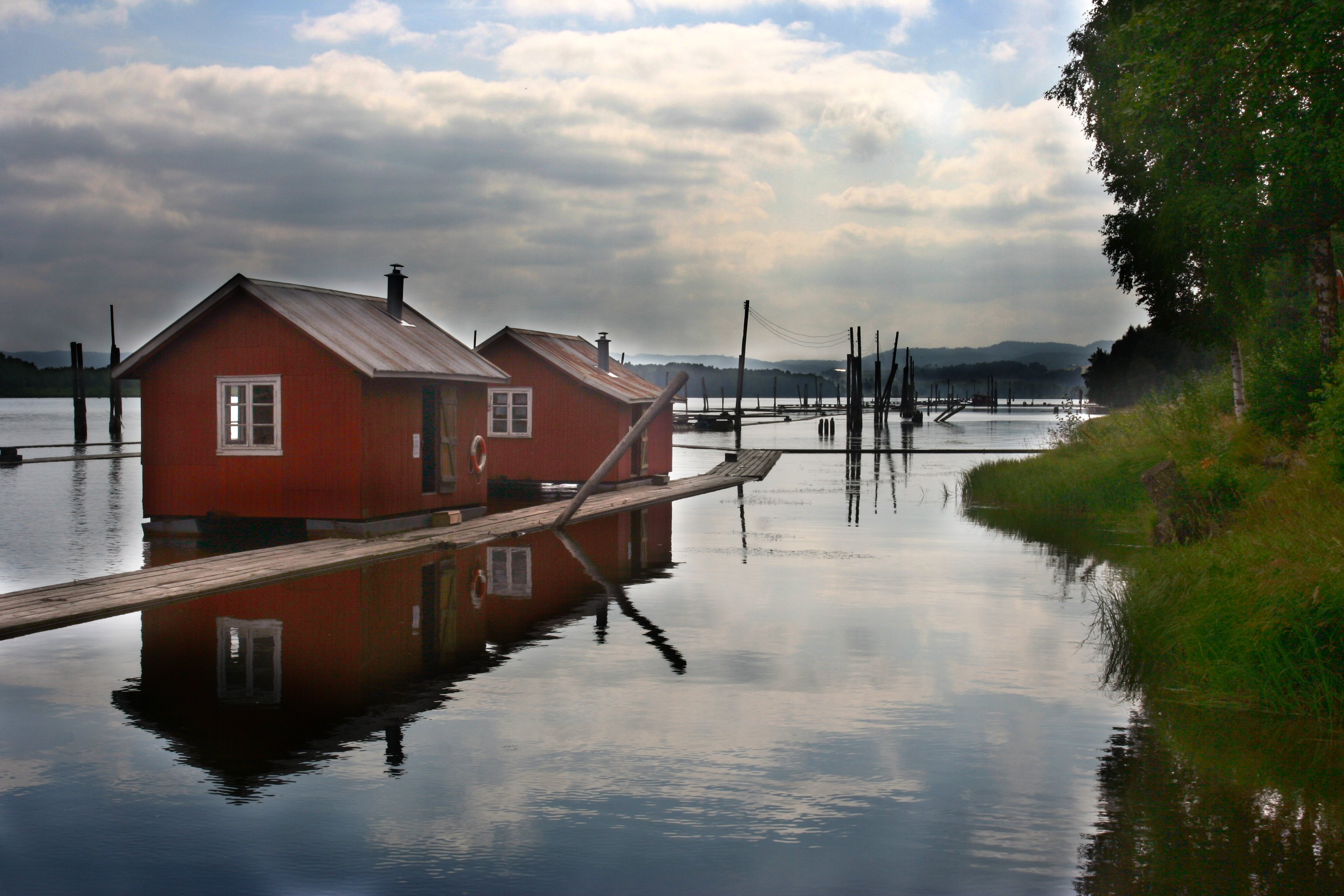
Flottningsmuseet.